# Spurius Nautius Rutilus (consul en -488)
Pour les articles homonymes, voir Nautius Rutilus.
Spurius Nautius Rutilus est un homme politique romain du Ve siècle av. J.-C.

## Famille
Il fait partie des Nautii Rutili, branche de la gens des Nautii. Il est peut-être le fils d'un Spurius Nautius Rutilus, dont rien n'est connu, et le frère de Caius Nautius Rutilus, consul en 475 et 458 av. J.-C.

## Biographie
Rutilus est mentionné par Denys d'Halicarnasse pour l'année 493 av. J.-C. comme un des plus importants jeunes patriciens impliqués dans la sécession de la plèbe.
En 488 av. J.-C., il est élu consul avec Sextus Furius Medullinus pour collègue,. Coriolan, exilé pour s'être aliéné la plèbe et les tribuns, marche sur Rome, commandant les troupes volsques. Les consuls et le Sénat arment le peuple pour faire face à la menace, mais tentent de résoudre la crise par des voies diplomatiques, comme le souhaite le peuple selon Tite-Live. Une ambassade, constituée uniquement de consulaires, est envoyée dans le camp volsque pour traiter avec Coriolan. Parmi les envoyés se trouvent Marcus Minucius Augurinus, Postumius Cominius Auruncus, Spurius Larcius Flavius, Publius Pinarius Mamercinus Rufus et Quintus Sulpicius Camerinus Cornutus,. Coriolan et ses troupes se retirent finalement.